# Миколаївська волость (Павлоградський повіт)
Миколаївська волость — адміністративно-територіальна одиниця Павлоградського повіту Катеринославської губернії.
Станом на 1886 рік — складалася з 1 поселення, 1 сільської громади. Населення 5259 — осіб (2948 осіб чоловічої статі та 2617 — жіночої), 976 дворових господарства.
|                                   | Площа, десятин | У тому числі орної, десятин |
| --------------------------------- | -------------- | --------------------------- |
| Сільських громад                  | 17877          | 8284                        |
| Приватної власності               | -              | -                           |
| Іншої власності (церковної землі) | 120            | 105                         |
| Загалом                           | 17997          | 8389                        |

Єдине поселення волості:
- Миколаївка — с.б.г., село при річці Самара за 36,73 верст від повітового міста, 5356 особи, 824 дворів, волосне правління, церква православна, школа, 7 лавок, виний склад, 4 ярмарки.